# Пшибыславице (гмина Козлув)
Пшибыслави́це (пол. Przybysławice) — село в Польше в сельской гмине Козлув Мехувского повета Малопольского воеводства.
Село располагается в 6 км от административного центра гмины села Козлув, в 10 км от административного центра повета города Мехув и в 44 км от административного центра воеводства города Краков.
В 1975—1998 годах село входило в состав Келецкого воеводства.